# Luče (gemeente)
Luče (Duits: Leutsch) is een gemeente in de Sloveense regio Savinjska en telt 1609 inwoners (2002). De plaats werd voor het eerst in 1241 vermeld.

## Plaatsen in de gemeente
Konjski Vrh, Krnica, Luče, Podveža, Podvolovljek, Raduha, Strmec
Bistrica ob Sotli · Braslovče · Celje · Dobje · Dobrna · Gornji Grad · Kozje · Laško · Ljubno · Luče · Mozirje · Nazarje · Podčetrtek · Polzela · Prebold · Radeče · Rečica ob Savinji · Rogaška Slatina · Rogatec · Šentjur pri Celju · Slovenske Konjice · Šmarje pri Jelšah · Šmartno ob Paki · Solčava · Šoštanj · Štore · Tabor · Velenje · Vitanje · Vojnik · Vransko · Žalec · Zreče
1. ↑  "Prebivalstvo po starosti in spolu, občine, Slovenija, polletno". Statistični urad Republike Slovenije. Geraadpleegd op 18 april 2021.